# Barbara Aland

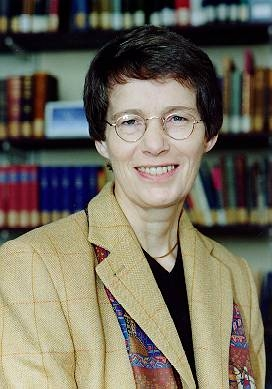
Barbara Aland (1998)

Barbara Aland (geb. Ehlers; * 12. April 1937 in Hamburg; † 10. November 2024 in Herdecke) war eine deutsche evangelische Theologin und klassische Philologin. Sie war von 1980 bis 2002 Professorin für Kirchengeschichte und neutestamentliche Textforschung an der Universität Münster.

## Biografie

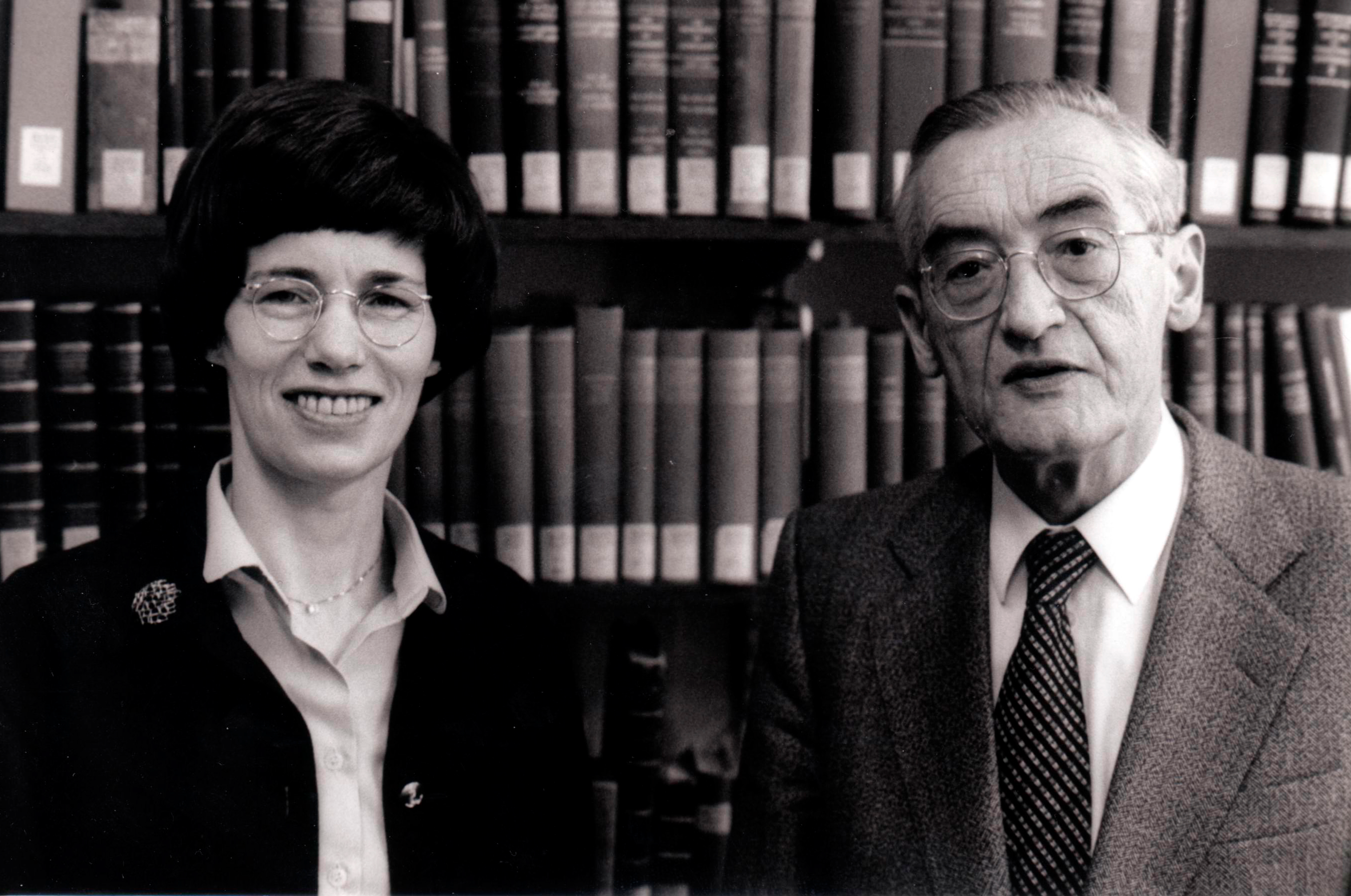
Barbara und Kurt Aland (1988)

Nach dem Studium der evangelischen Theologie und klassischen Philologie in Frankfurt, Marburg und Kiel wurde sie 1964 in Frankfurt mit einer Dissertation über den Sokratiker Aischines promoviert. 1969 erwarb sie das Lizentiat in der orientalischen Fakultät am Päpstlichen Bibelinstitut in Rom. 1972 habilitierte sie sich in Göttingen über den syrischen Gnostiker Bardesanes von Edessa. 1972 heiratete sie Kurt Aland. Seit 1972 wirkte sie als Privatdozentin, seit 1980 als Professorin mit der Lehrbefugnis „Kirchengeschichte und neutestamentliche Textforschung mit besonderer Berücksichtigung des christlichen Orients“ an der Evangelisch-Theologischen Fakultät in Münster. 1983 wurde sie Direktorin des von Kurt Aland 1959 gegründeten Instituts für neutestamentliche Textforschung und des daran angegliederten Bibelmuseums. Das Institut erlangte mit der Herausgabe des unter dem Namen Nestle-Aland bekannt gewordenen Novum Testamentum Graece weltweite Bedeutung. Bis zu ihrem Eintritt in den Ruhestand war sie Geschäftsführerin der Hermann Kunst-Stiftung zur Förderung der neutestamentlichen Textforschung, für die sie sich als Vorstand des wissenschaftlichen Beirates weiterhin engagierte. Auch in ihrem Ruhestand war Barbara Aland wissenschaftlich tätig.

## Wirken
International bekannt wurde Barbara Aland vor allem durch die gemeinsame Arbeit mit ihrem 1994 verstorbenen Mann Kurt Aland am griechischen Urtext des Neuen Testaments. Gemeinsam arbeiteten sie in einem international und interkonfessionell zusammengesetzten Herausgebergremium an der ständigen Verbesserung und Aktualisierung der Handausgaben des griechischen Neuen Testaments, dem so genannten Nestle-Aland und dem Greek New Testament, maßgeblich mit. Die in Münster verantwortlich herausgegebenen Ausgaben liegen weltweit Lehre und Forschung zu Grunde.
Darüber erschienen unter Alands Leitung ab 1997 die ersten Lieferungen der Großen Ausgabe des griechischen Neuen Testaments, der „Editio Critica Maior“. Diese Ausgabe basiert erstmals auf der gesamten Überlieferung in griechischen Handschriften, patristischen Zitaten und alten Übersetzungen.
Im Jahre 1999 war sie Gründungsmitglied der Academia Platonica Septima Monasteriensis, die sich nicht vornehmlich mit den Schriften Platons, sondern mit denen seiner Interpreten, der Platoniker, von der Antike bis in die Renaissance beschäftigt. Ziel der Akademie ist es, das Studium der Texte der Platoniker zu fördern.
Darüber hinaus trat sie zuletzt durch Monographien zur Gnosis hervor.
Barbara Aland war Mitglied des Stiftungsrates der Gertrud-und-Alexander-Böhlig-Stiftung im Stifterverband für die Deutsche Wissenschaft, der den Alexander-Böhlig-Preis für hervorragende Promotionen und Habilitationen aus dem Fachgebiet des christlichen Orients und der antiken Christengeschichte der östlichen Reichshälfte verleiht.

## Ehrungen

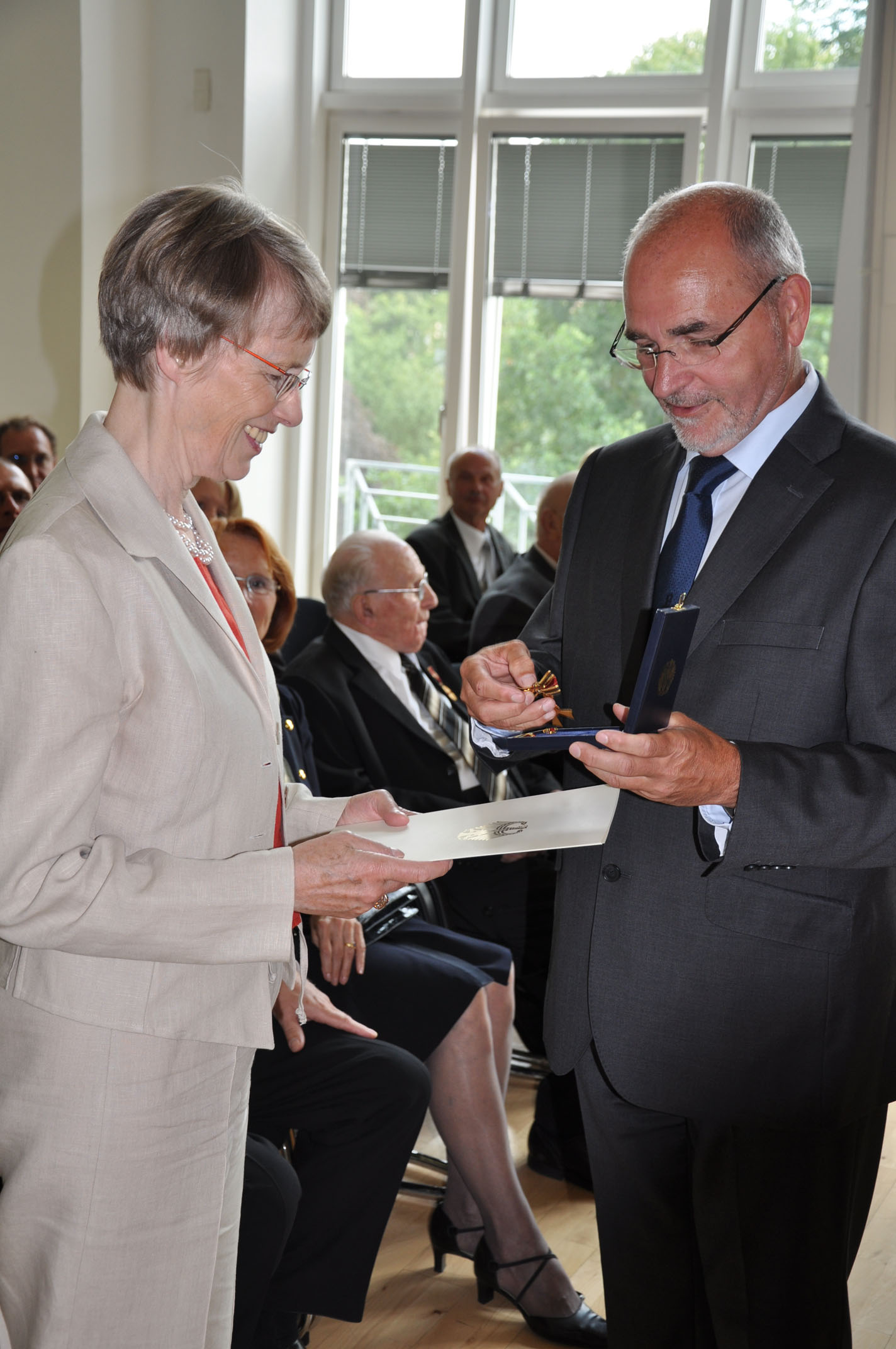
Barbara Aland erhält das Bundesverdienstkreuz, 11. Juli 2011

Barbara Aland erhielt folgende Ehrendoktorwürden:
- 1988: „D.Litt.“ (Doctor of Literature), Wartburg College (Waverly/Ohio)
- 1989: „D.D.“ (Doctor of Divinity), Mount Saint Mary’s College (Emmitsburg/Maryland)
- 2008: „Dr. theol. h. c.“, Martin-Luther-Universität Halle-Wittenberg[5]

Sie erhielt folgende Auszeichnungen:
- 1998: Paulus-Plakette des Bistums Münster[6]
- 2005: Fellow of Clare Hall, Cambridge[7]
- 2006: Mitglied der Königlich-Niederländischen Akademie der Wissenschaften
- 2011: Bundesverdienstkreuz am Bande[8]
- 2016: Burkitt Medal for Biblical Studies[9]

## Veröffentlichungen in Auswahl (chronologisch geordnet)
Monographien
- als Barbara Ehlers: Eine vorplatonische Deutung des sokratischen Eros. Der Dialog Aspasia des Sokratikers Aischines. Diss. Frankfurt am Main 1964, veröffentlicht 1966 (Zetemata, Heft 41).
- mit Kurt Aland: Der Text des Neuen Testaments. Einführung in die wissenschaftlichen Ausgaben sowie in Theorie und Praxis der modernen Textkritik, Stuttgart 1982. 2. Aufl. 1989, ISBN 3-438-06011-6.
  - Englische Übersetzung: The text of the New Testament. An introduction to the critical editions and to the theory and practice of modern textual criticism. 1987.
  - Italienische Übersetzung: Il testo del Nuovo Testamento. Traduzione di Sebastiano Timpanaro. Marietti, Genova, 1987, ISBN 88-211-6772-0.
- Erziehung durch Kirchengeschichte? Ein Plädoyer für mehr Kirchengeschichte im Religionsunterricht. Hrsg.: Idea e. V., 1984.
- Frühe direkte Auseinandersetzung zwischen Christen, Heiden und Häretikern. 2005. (Rezension).
- Was ist Gnosis? Studien zum frühen Christentum, zu Marcion und zur kaiserzeitlichen Philosophie. 2009.
- Die Gnosis. Reclam, Stuttgart 2014.

Edition des Neuen Testaments (einschließlich Hilfsmittel)
- A Textual Commentary on the Greek New Testament. A Companion Volume to the United Bible Societies Greek New Testament (third edition) by B. M. Metzger on behalf of and in cooperation with the Editorial Committee of the United Bible Societies Greek New Testament K. Aland, M. Black, C. M. Martini, B. M. Metzger and A. Wikgren, 1971.
- Novum Testamentum Graece post Eberhard Nestle et Erwin Nestle communiter ed. K. Aland, M. Black, C. M. Martini, B. M. Metzger, A. Wikgren, apparatum criticum recens. et editionem novis curis elaborav. K. Aland et B. Aland una cum Instituto studiorum textus Novi Testamenti Monasteriensi (Westphalia), 26. Aufl., 1979.
- Novum Testamentum Latine. Novam Vulgatam Bibliorum Sacrorum Editionem secuti apparatibus titulisque additis ediderunt Kurt Aland et Barbara Aland una cum Instituto studiorum textus Novi Testamenti Monasteriensi, 1984.
- Griechisch-deutsches Wörterbuch zu den Schriften des Neuen Testaments und der frühchristlichen Literatur von Walter Bauer. 6., völlig neu bearbeitete Auflage im Institut für Neutestamentliche Textforschung/Münster unter besonderer Mitwirkung von Viktor Reichmann hrsg. von Kurt Aland und Barbara Aland, 1988.

Herausgeberschaften
- Gnosis. Festschrift für Hans Jonas. In Verbindung mit Ugo Bianchi, hrsg. von Barbara Aland, 1978.
- Günther Zuntz: Lukian von Antiochien und der Text der Evangelien. Hrsg. von Barbara Aland und Klaus Wachtel. Mit einem Nachruf auf den Autor von Martin Hengel, 1995.
- Die Weltlichkeit des Glaubens in der Alten Kirche. Festschrift für Ulrich Wickert zum siebzigsten Geburtstag. In Verbindung mit Barbara Aland und Christoph Schäublin, hrsg. von Dietmar Wyrwa, 1997.
- Literarische Konstituierung von Identifikationsfiguren in der Antike, hrsg. von Barbara Aland, 2003.